# Derek Ager
Derek Victor Ager (ur. 21 kwietnia 1923, zm. 8 lutego 1993) – brytyjski geolog i paleontolog, badacz systemu jurajskiego i ramienionogów, pionier nowoczesnego ujęcia katastrofizmu w geologii.

## Życiorys
Po odbyciu służby wojskowej uzyskał licencjat z geologii na Politechnice w Chelsea. Następnie przeniósł się do Imperial College w Londynie, gdzie w 1954 r. uzyskał doktorat, a w 1968 r. – habilitację. Jego doktorantem był Paul Copper. W 1969 r. Ager otrzymał katedrę oraz stanowisko szefa wydziału na  University College w Swansea, które zajmował do 1985. W 1979 r. otrzymał Medal Lyella. W 1993 r. miał być honorowym przewodniczącym I Europejskiego Kongresu Paleontologicznego w Lyonie, ale nie dożył jego obrad; kongres poświęcono jego pamięci. 

## Osiągnięcia naukowe

### Znaczenie w historii nauki
Był autorem wielu prac z dziedziny systematyki ramienionogów, wprowadził pewną liczbę taksonów w obrębie rzędu Rhynchonellida, na przykład rodzinę Norellidae Ager, 1959 (pierwotnie jako podrodzinę) i rodzaj Austrirhynchia Ager, 1959. Był autorem pierwszego angielskojęzycznego podręcznika paleoekologii. Zajmował się też ogólnymi zagadnieniami nauk o Ziemi, jak stosunkiem uniformitarianizmu do katastrofizmu, będąc pionierem ponownego odkrycia tego ostatniego po wielu dziesięcioleciach zapomnienia.

### Wybrane publikacje
- A monograph of the British Liassic Rhynchonellidæ (1956–1967)[5]
- Principles of Paleoecology(1963)[8]
- The nature of the stratigraphical record (1973, 1993)[9]
- Geology of Europe (1980)[10]

## Upamiętnienie
W 1993 r. poświęcono mu specjalny tom czasopisma Palaeogeography, Palaeoclimatology, Palaeoecology, którego przez 25 lat był redaktorem. 
Na jego cześć nazwano trzy rodzaje zwierząt kopalnych: jurajskiego ramienionoga z rzędu Thecideida Agerinella Pajaud & Patrulius, 1964, kredowego ślimaka Ageria Abbass, 1973 oraz jurajską otwornicę Agerella Turvey, 2003 (= Agerina Farinacci, 1991 non Tjernvik, 1956); a ponadto pewną liczbę gatunków, na przykład liasowego ramienionoga Tetrarhynchia ageri Rousselle & Bisch, 1967 (obecna nazwa Gibbirhynchia ageri). 